# Conflito de Papua
Conflito de Papua é um conflito armado étnico e separatista nas províncias de Nova Guiné Ocidental, na Indonésia. A área é rica em recursos, alimentando o conflito.
Após a retirada da administração holandesa da Nova Guiné Neerlandesa em 1962  e a implementação da administração indonésia em 1963 , o Movimento Papua Livre passou a conduzir uma guerra de guerrilha de baixa intensidade contra a Indonésia alvejando suas forças armadas e policiais. 
Os papuanos realizam protestos e cerimônias de hasteamento de sua bandeira para a independência ou federação com a Papua Nova Guiné e acusam o governo indonésio de violência indiscriminada e de suprimir sua liberdade de expressão. A Indonésia foi acusada de conduzir uma campanha genocida  contra os habitantes indígenas. De acordo com De R. G. Crocombe, estima-se que cerca de 100.000 papuanos foram mortos na violência  e o estilo de governança da Indonésia foi comparado ao de um estado policial, suprimindo a liberdade de associação política e expressão política.  As autoridades indonésias continuam a restringir o acesso estrangeiro à região devido ao que oficialmente afirmam ser "preocupações de segurança e proteção".  Algumas organizações pediram uma missão de manutenção da paz na área. 